# Bateman manuscript project
Il Bateman manuscript project è una collezione di libri sulla teoria delle funzioni speciali pubblicati nel 1953 e basati sugli appunti di Harry Bateman. Curatori scientifici erano Arthur Erdélyi, Francesco Tricomi, Wilhelm Magnus, e Fritz Oberhettinger. 

## Volumi
Tre volumi trattano di funzioni speciali: 
- Higher Transcendental functions vol.1 (funzione gamma, funzioni ipergeometriche)
- Higher Trancendental functions vol. 2 (funzioni di Bessel, funzione parabolica del cilindro, polinomi ortogonali)
- Higher Transcendental functions vol. 3 (funzioni ellittiche, funzioni automorfe, funzioni di Lamé, funzioni di Mathieu, funzioni di Heun, funzione di Mittag-Leffler, funzioni sferoidali)

Altri due volumi trattano delle trasformate integrali (Trasformata di Fourier, Laplace, Mellin, Hankel): 
- Tables of Integral Transforms vol. 1 (Fourier, Laplace, Mellin transforms)
- Tables of Integral Transforms vol. 2